# Bahnhof Machida
Der Bahnhof Machida (jap. 町田駅, Machida-eki) ist ein Bahnhof auf der japanischen Insel Honshū. Er ist ein bedeutender Verkehrsknotenpunkt und befindet sich in der Präfektur Tokio auf dem Gebiet der Stadt Machida. Betrieblich gesehen handelt es sich um zwei verschiedene Durchgangsbahnhöfe mit demselben Namen, die durch eine lange Fußgängerbrücke miteinander verbunden sind und deren Strecken sich in der Nähe auf zwei Ebenen kreuzen.

## Verbindungen
Die beiden Bahnhöfe bedienen je eine Linie, einerseits die Yokohama-Linie der Bahngesellschaft JR East, andererseits die Odakyū Odawara-Linie der Odakyū Dentetsu. Werktags zwischen 9 und 15 Uhr sowie an Wochenenden zwischen 9 und 17 Uhr werden auf der Yokohama-Linie stündlich drei Eilzüge angeboten, die von Hachiōji nach Higashi-Kanagawa und anschließend via Yokohama bis nach Sakuragichō verkehren. Ergänzt wird das Angebot durch je drei Nahverkehrszüge stündlich zwischen Hachiōji und Higashi-Kanagawa sowie zwischen Hashimoto und Sakuragichō. Zu den übrigen Tageszeiten entfallen die Eilzüge und werden durch Nahverkehrszüge ersetzt (fünf je Stunde am Abend, bis zu 15 während der Hauptverkehrszeit), wobei die Mehrzahl bis Sakuragichō durchgebunden wird (in einzelnen Fällen bis Ōfuna).
Auf der Odawara-Linie halten in Machida etwa die Hälfte der zuschlagspflichtigen Romancecar-Schnellzüge von Shinjuku über Odawara nach Hakone-Yumoto (eine bis drei Verbindungen stündlich). Ebenso halten sämtliche Eilzüge der Zuggattungen Semi Express, Commuter Semi-Express, Express und Rapid Express von Shinjuku in Richtung Odawara oder Katase-Enoshima. Stadteinwärts werden die beiden erstgenannten Zuggattungen in Yoyogi-Uehara zur Chiyoda-Linie der U-Bahn Tokio durchgebunden. Nahverkehrszüge verbinden in der Regel Shinjuku mit Hon-Atsugi. Insgesamt werden je Richtung tagsüber 16 oder 17 Züge stündlich angeboten, während der Hauptverkehrszeit bis zu 24.
Der Busbahnhof Machida Bus Center (町田バスセンター, Machida basu sentā) ist die zentrale Drehscheibe des städtischen und regionalen Busverkehrs. Er befindet sich unmittelbar südlich des Odakyū-Bahnhofs unter dem Viadukt, etwa 150 Meter vom JR-Bahnhof entfernt. Von dort aus betreibt die Gesellschaft Kanagawa Chūō Kōtsū über ein Dutzend Linien, hinzu kommen Schnellbusse, Nachtbusse und Flughafenzubringer mehrerer weiterer Anbieter. Zusätzliche Bushaltestellen befinden sich an der etwas näher beim JR-Bahnhof gelegenen Straße Haramachida-ōdōri sowie beim Nordausgang der Fußgängerunterführung des Odakyū-Bahnhofs. Diese werden von mehr als 30 zusätzlichen Linien angefahren (überwiegend Kanagawa Chūō Kōtsū).

## Anlage
Beide Bahnhöfe stehen im äußersten Westen des Stadtteils Haramachida und sind etwa 200 Meter Luftlinie voneinander entfernt. Es besteht keine Gleisverbindung zwischen beiden Strecken. Da auch die Bahnsteige beider Strecken nicht direkt miteinander verbunden sind, gilt Machida nicht als Turmbahnhof. Der Bereich rund um die Bahnhöfe gehört zu den führenden Geschäftszentren der Tama-Region und wird von mehreren Bürohochhäusern, Einkaufszentren und Warenhäusern dominiert. Hinzu kommen weitere Läden sowie kulturelle Einrichtungen und öffentliche Gebäude.
Der nördliche Durchgangsbahnhof der Odakyū Dentetsu befindet sich auf einem Viadukt und ist von Nordosten nach Südwesten ausgerichtet. Er besitzt vier Gleise an zwei vollständig eingehausten Mittelbahnsteigen. Diese liegen zwischen dem zweiten und dritten Stockwerk des elfgeschossigen Warenhauses Odakyu Department Store der Odakyu Group. Wegen des geneigten Geländes ist das nördliche Ende der auf dem zweiten Stockwerk liegenden Verteilerebene unterirdisch, während das südliche Ende Teil des Viadukts ist. Es gibt vier Hauptausgänge. Vom südöstlichen Ausgang aus führt eine stark frequentierte Fußgängerbrücke zum ebenerdigen Durchgangsbahnhof von JR East. Auch dieser besitzt vier Gleise an zwei Mittelbahnsteigen, die jedoch von Südosten nach Nordwesten ausgerichtet sind. Die Bahnsteige sind teilweise überdacht und das Empfangsgebäude besitzt die Form eines Reiterbahnhofs, das sich über die Anlage spannt. An den Reiterbahnhof angebaut ist das Einkaufszentrum Lumine. Vom östlichen Ende der Bahnsteige aus ist eine weitere Fußgängerbrücke über die Gleise erreichbar. Die Strecken kreuzen sich südlich des Odakyū-Bahnhofs und westlich des JR-Bahnhofs im rechten Winkel auf zwei unterschiedlichen Ebenen.
Im Fiskaljahr 2019 nutzten durchschnittlich 255.514 Fahrgäste täglich die beiden Bahnhöfe. Davon entfielen 144.615 auf die Odakyū Odawara-Linie und 110.899 auf die Yokohama-Linie.

## Bilder

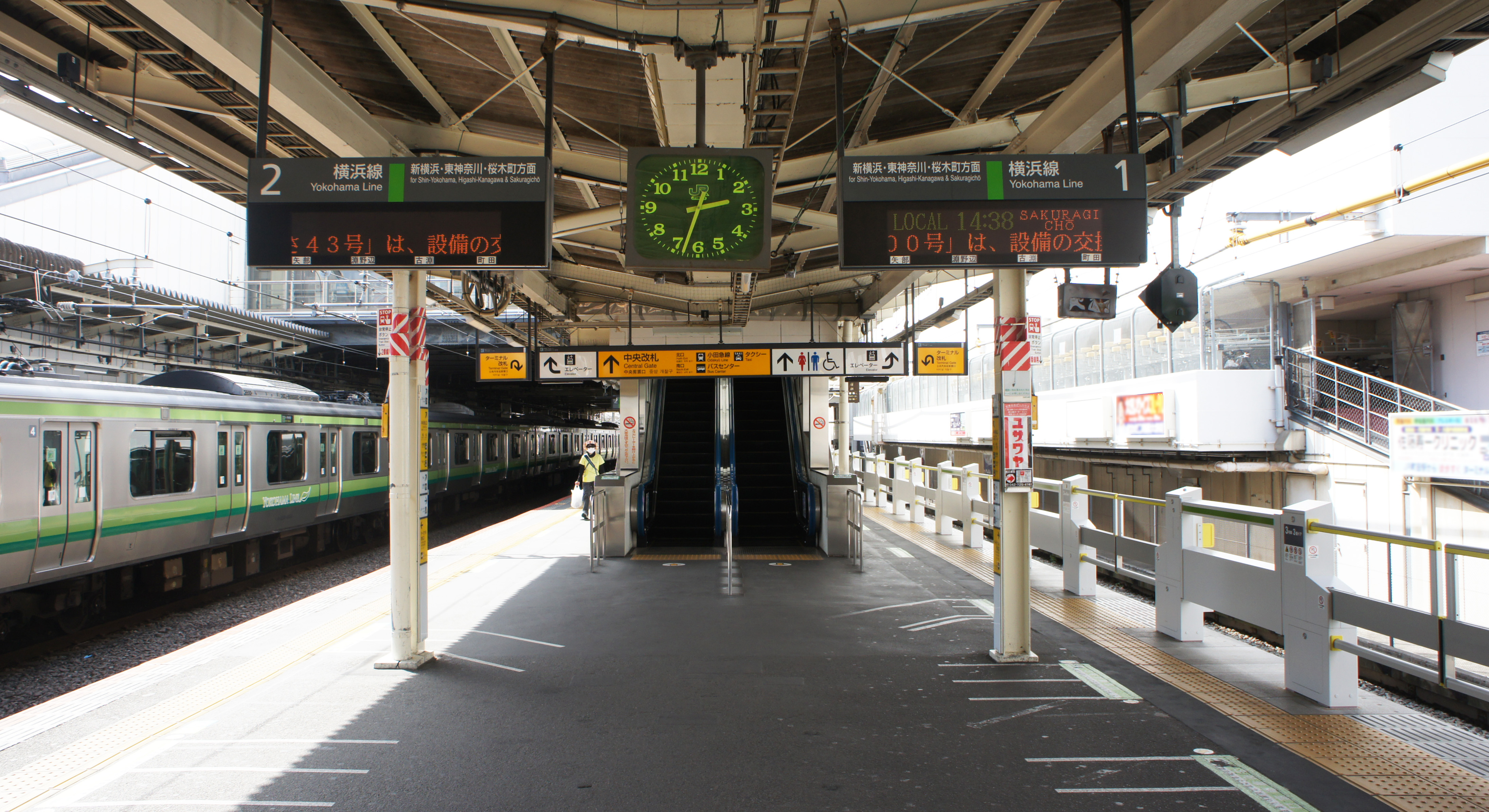
Bahnsteig JR East (Gleis 1/2)
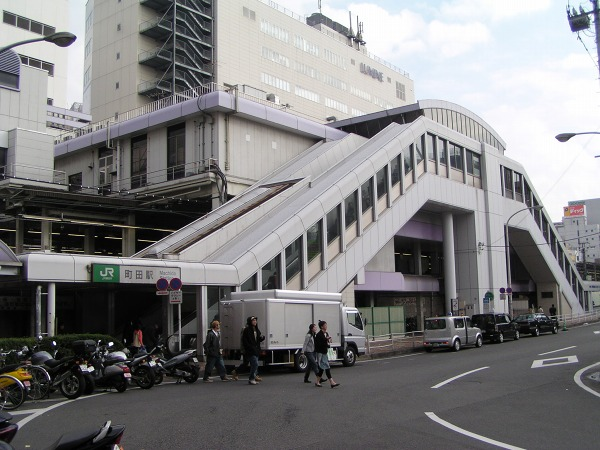
Südausgang des JR-Bahnhofs
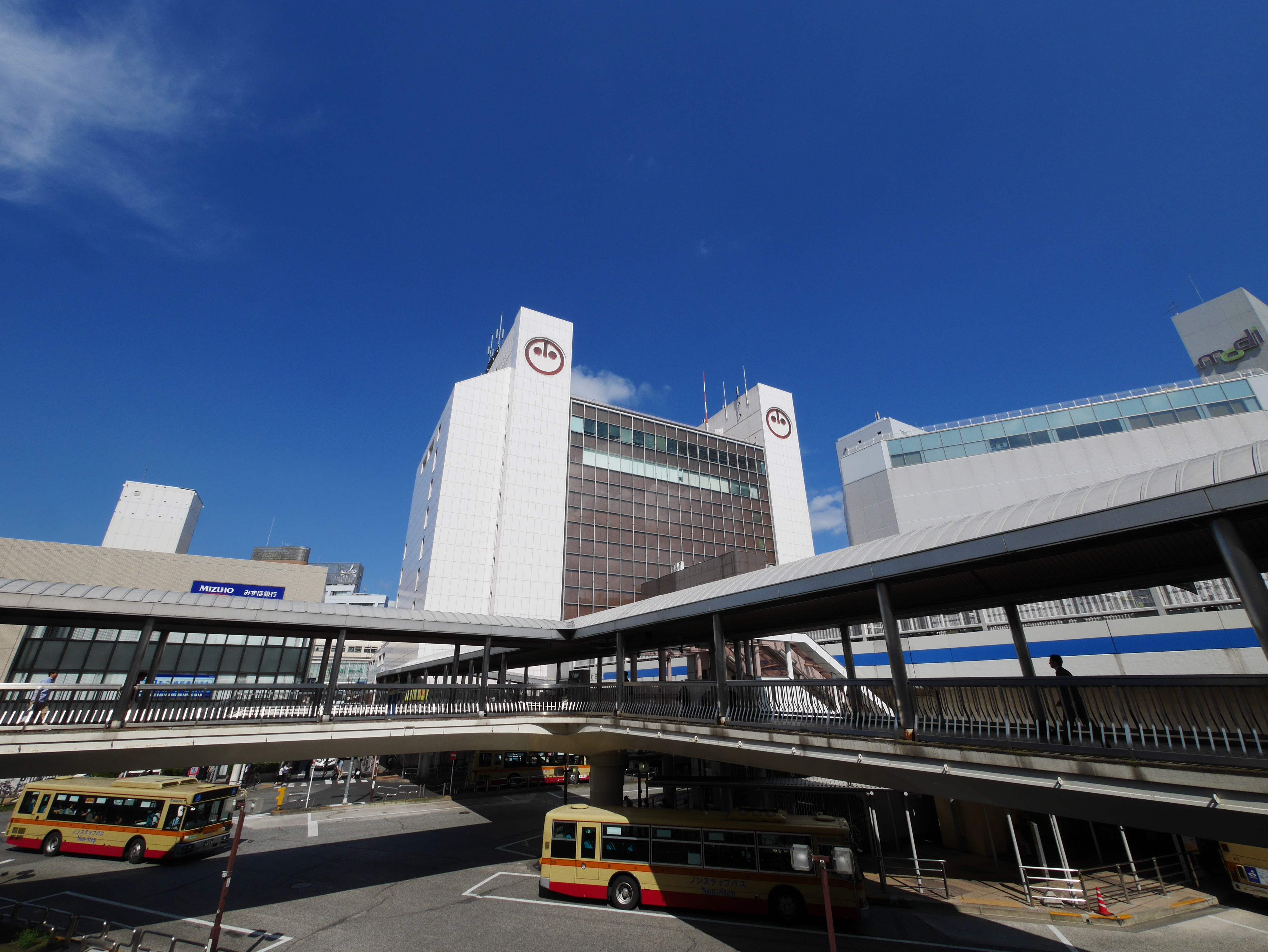
Machida Bus Center mit Odakyū-Bahnhof und Warenhaus
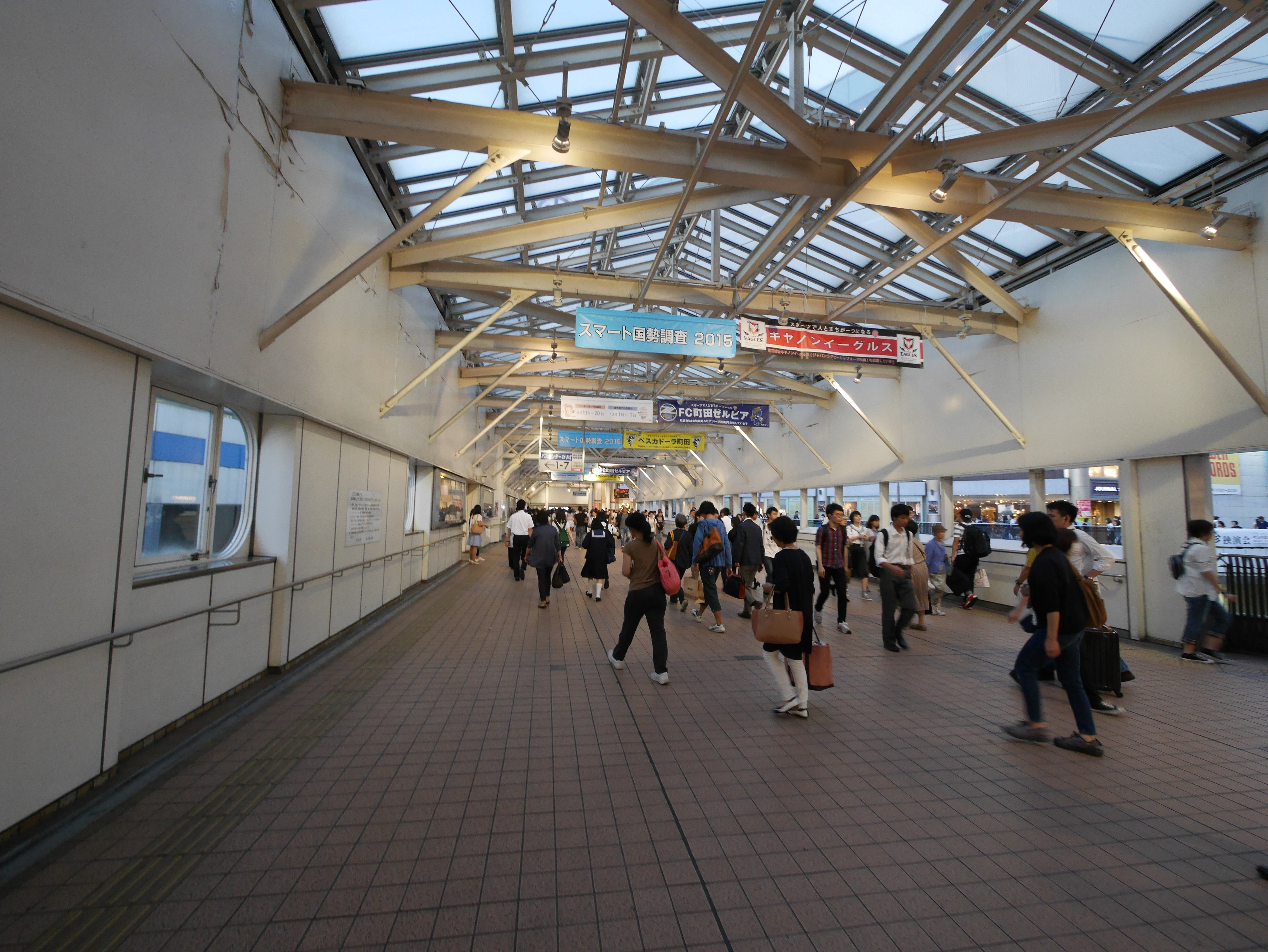
Innenansicht

## Gleise
JR East
| 1/2 | ▉ Yokohama-Linie | Shin-Yokohama • Higashi-Kanagawa • Sakuragichō |
| 3/4 | ▉ Yokohama-Linie | Hashimoto • Hachiōji                           |

Odakyū Dentetsu
| 1/2 | ▉ Odakyū Odawara-Linie | Odawara • Hakone-Yumoto • Fujisawa • Katase-Enoshima |
| 3/4 | ▉ Odakyū Odawara-Linie | Shin-Yurigaoka • Yoyogi-Uehara • Shinjuku            |

## Linien
| Verlauf der Yokohama-Linie |
| --- |
| Higashi-Kanagawa • Ōguchi • Kikuna • Shin-Yokohama • Kozukue • Kamoi • Nakayama • Tōkaichiba • Nagatsuta • Naruse • Machida • Kobuchi • Fuchinobe • Yabe • Sagamihara • Hashimoto • Aihara • Hachiōji-Minamino • Katakura • Hachiōji |

| Verlauf der Odakyū Odawara-Linie |
| --- |
| Shinjuku • Minami-Shinjuku • Sangūbashi • Yoyogi-Hachiman • Yoyogi-Uehara • Higashi-Kitazawa • Shimo-Kitazawa • Setagaya-Daita • Umegaoka • Gōtokuji • Kyōdō • Chitose-Funabashi • Soshigaya-Ōkura • Seijōgakuen-mae • Kitami • Komae • Izumi-Tamagawa • Noborito • Mukōgaoka-Yūen • Ikuta • Yomiuriland-mae • Yurigaoka • Shin-Yurigaoka • Kakio • Tsurukawa • Tamagawagakuen-mae • Machida • Sagami-Ōno • Odakyū-Sagamihara • Sōbudai-mae • Zama • Ebina • Atsugi • Hon-Atsugi • Aikō-Ishida • Isehara • Tsurumaki-Onsen • Tōkaidaigaku-mae • Hadano • Shibusawa • Shin-Matsuda • Kaisei • Kayama • Tomizu • Hotaruda • Ashigara • Odawara |

## Geschichte

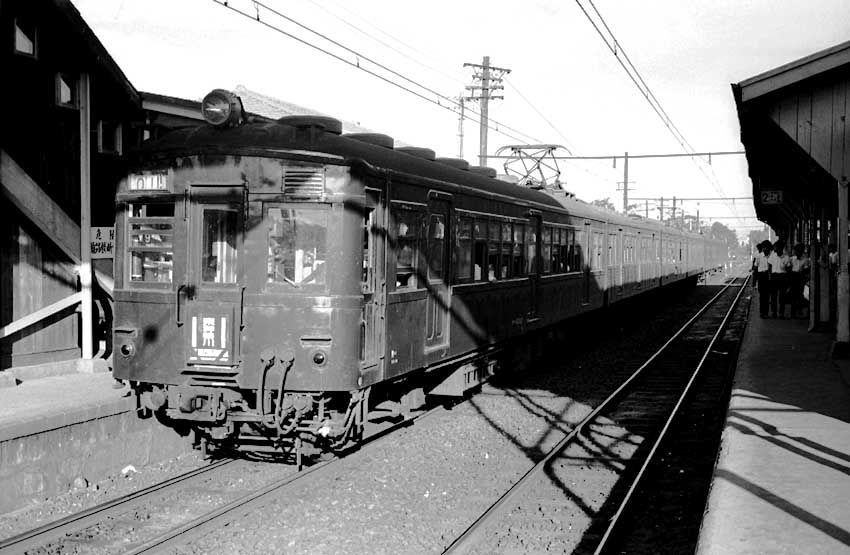
Zug auf der Yokohama-Linie im Jahr 1963

Die private Bahngesellschaft Yokohama Tetsudō eröffnete am 23. September 1908 die gesamte Yokohama-Linie von Higashi-Kanagawa nach Hachiōji. Dazu gehörte von Anfang an auch der Bahnhof Haramachida (原町田), der knapp 400 Meter östlich des heutigen Standorts beim Übergang der historischen Hauptstraße Tokio–Kamakura lag. Das Eisenbahnamt des Kabinetts (das spätere Eisenbahnministerium) leaste die Strecke am 1. April 1910 und übernahm sie am 1. Oktober 1917 ganz. Beim Großen Kantō-Erdbeben vom 1. September 1923 erlitt das Empfangsgebäude erhebliche Schäden. Als die Odawara Kyūkō Tetsudō (heutige Odakyū Dentetsu) den Bau der Odakyū Odawara-Linie zwischen Shinjuku und Odawara plante, sollte die Strecke ursprünglich von Nordosten her an den staatlichen Bahnhof Haramachida herangeführt werden. Aufgrund der schwierigen Topografie im Tama-Hügelland erwies sich diese Variante als zu teuer, weshalb die Bahngesellschaft die Streckenführung änderte und am 1. April 1927 den Bahnhof Shin-Haramachida (新原町田) in Betrieb nahm, der damals etwas abseits des Stadtzentrums lag.
Vom 1. April 1929 bis zum 1. April 1938, das heißt bis zur Eröffnung des Bahnhofs Sagami-Ōno, war Shin-Hanamachida der Ausgangspunkt der Odakyū Enoshima-Linie in Richtung Fujisawa. Während die Odawara-Linie von Anfang an elektrisch betrieben wurde, erfolgte die Elektrifizierung der Yokohama-Linie etappenweise: Zunächst am 1. Oktober 1932 zwischen Higashi-Kanagawa und Hanamachida, am 5. April 1941 auch auf der übrigen Strecke nach Hachiōji. Am 5. März 1972 stellte die Japanische Staatsbahn den Güterumschlag in Hanamachida ein. Die Odakyū Dentetsu benannte ihren Bahnhof am 11. April 1976 in Machida um. Diese Namensänderung ging einher mit der Eröffnung eines neuen Empfangsgebäudes und eines Warenhauses fünf Monate später. Die Staatsbahn wiederum verlegte ihren Bahnhof vier Jahre später an den heutigen Standort; die am 1. April 1980 eröffnete neue Anlage erhielt ebenfalls den Namen Machida. Er ging am 1. April 1987 im Rahmen der Staatsbahnprivatisierung in den Besitz der neuen Gesellschaft JR East über.
Ursprünglich war der Bereich rund um die beiden Bahnhöfe nur sehr schwach besiedelt und wurde überwiegend landwirtschaftlich genutzt. Dies begann sich jedoch in den 1960er Jahren zu ändern. In rascher Folge entstanden Einkaufszentren, Warenhäuser, Bürohochhäuser und dicht bebaute Großwohnsiedlungen. Während der neue JR-Bahnhof von Anfang modern eingerichtet war, baute die Odakyū Dentetsu ihren eigenen Bahnhof mehrmals um und passte ihn den geänderten Anforderungen an.